# Territorium Papoea
Het territorium Papoea (Engels: Territory of Papua) was een door Australië bestuurd extern territorium dat bestond uit het zuidoostelijke deel van het eiland Nieuw-Guinea. Het kwam voort uit de Engelse kolonie Brits-Nieuw-Guinea, waarvan het bestuur in 1906 werd overgedragen aan Australië, indertijd zelf nog een dominion van het Britse Rijk. In 1949 werd het territorium Papoea samengevoegd met het territorium Nieuw-Guinea, een gebied dat eveneens onder Australisch bestuur stond, tot het territorium Papoea en Nieuw-Guinea. In 1975 zou dat onafhankelijk worden onder de naam Papoea-Nieuw-Guinea. 